# 埃德加敦 (马萨诸塞州)
埃德加敦（英語：Edgartown）位于美国麻薩諸塞州东南部杜克斯县，面积317.9平方公里。根据2000年美国人口普查，共有3,779人，其中白人占93.33%、非裔美国人占1.77%。